# Euphronios

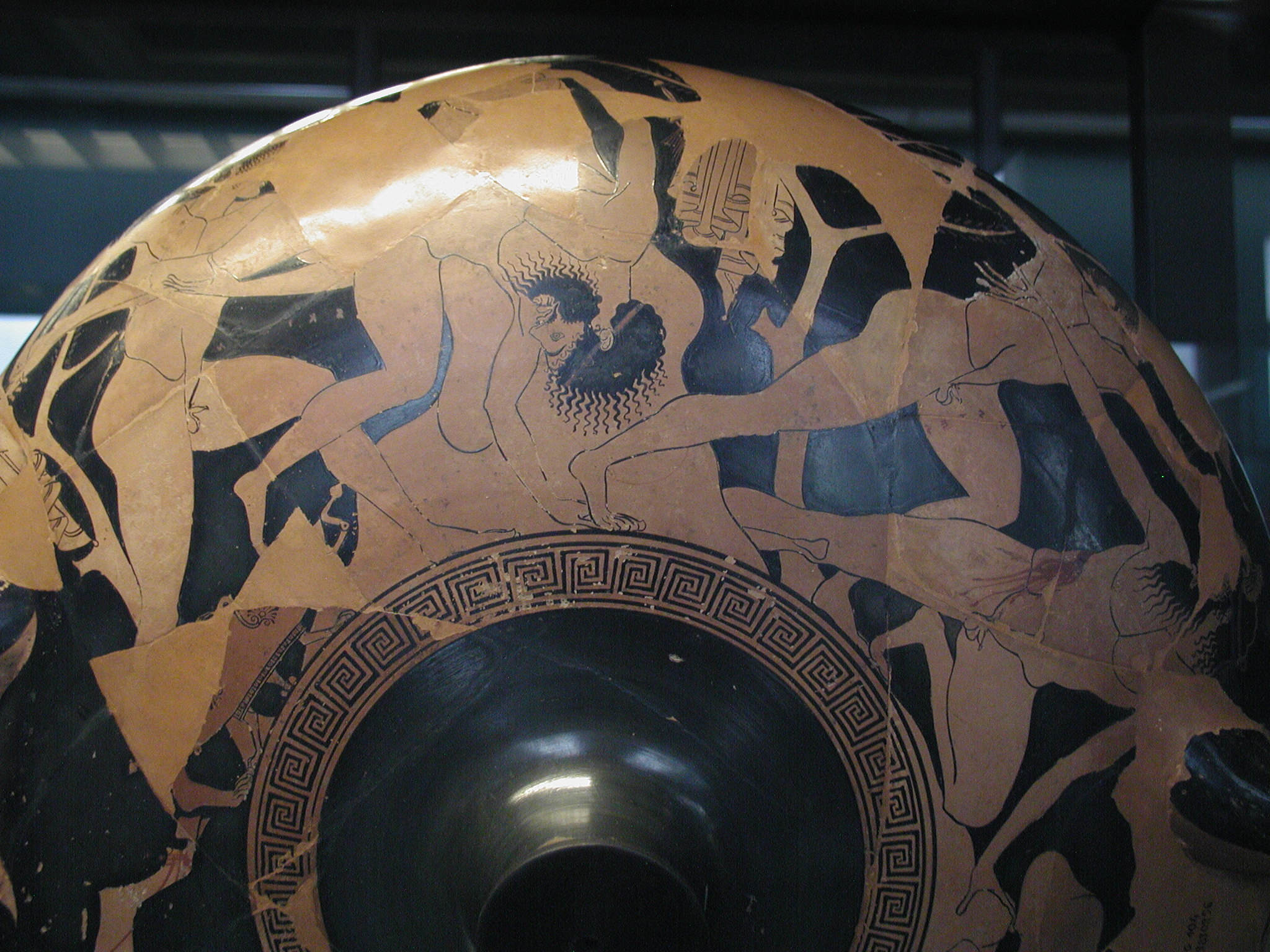
Thésée et Sciron, Thésée et Procuste, face A d'une coupe à figures rouges, v. 500-490 av. J.-C.

Euphronios (en grec ancien Εὐφρόνιος / Euphrónios) est un potier et peintre sur vase vivant à la fin du VIe siècle av. J.-C. et dans la première moitié du Ve siècle av. J.-C. à Athènes. Créateur et artisan de génie, il compte parmi les plus célèbres artistes de son époque et est connu par des œuvres de grande qualité qu'il signait et qui sont parvenues jusqu'à nous.

## Contexte artistique

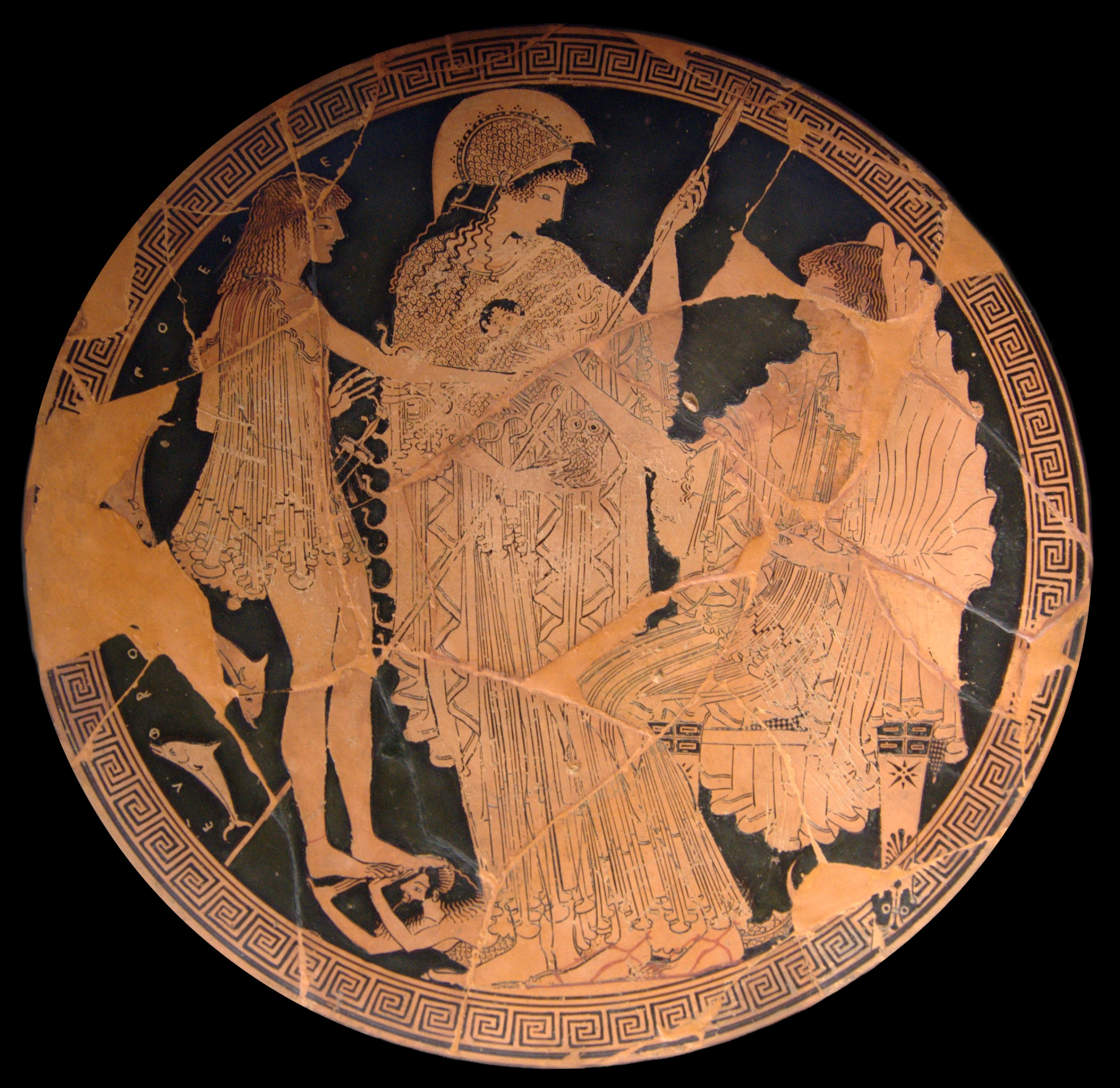
Thésée et Amphitrite, intérieur de coupe, v. 500-490 av. J.-C.

La poterie grecque antique a une longue histoire, et Euphronios s'inscrit dans l'époque charnière qui voit l'apparition d'un nouveau style, plus expressif, permis par une nouvelle technique, la céramique à figures rouges. Cette manière remplace progressivement la technique précédente à figures noires à partir des années 530 av. J.-C.. Déjà, dès le milieu du VIe siècle av. J.-C., les différents ateliers grecs sont supplantés par les ateliers de la région d'Athènes qui produisent la céramique attique dans laquelle Euphronios exerce son art.

## Éléments biographiques
Peu de choses sont connues de la vie d'Euphronios, seules ses signatures et son style reconnaissable permettent de le situer chronologiquement.
 
Il apparaît, par les datations relatives, qu'entre 520 et 500 environ, Euphronios a d'abord été peintre décorateur. Pionnier et virtuose de la céramique à figures rouges, on connaît six de ses œuvres signées en tant que peintre (euphronios égraphsen, « Euphronios a peint ») et une vingtaine d'autres lui sont attribuées par le style. Puis, devenu vieux et moins habile, il consacre la fin de sa longue carrière, entre -500 et -480, uniquement à son travail de potier et à la direction d'un atelier auquel collaborent de jeunes peintres,. Une inscription sur la base d'une stèle votive détruite sur l'Acropole d'Athènes porte l'inscription Euphronios kérameus (« Euphronios céramiste »), et accrédite la thèse de la réputation et de la fortune de cet atelier. Dix autres céramiques sont signées en tant que potier (euphronios époiésen, « Euphronios a fabriqué ») et sont décorées par d'autres artistes.

## Le style d'Euphronios

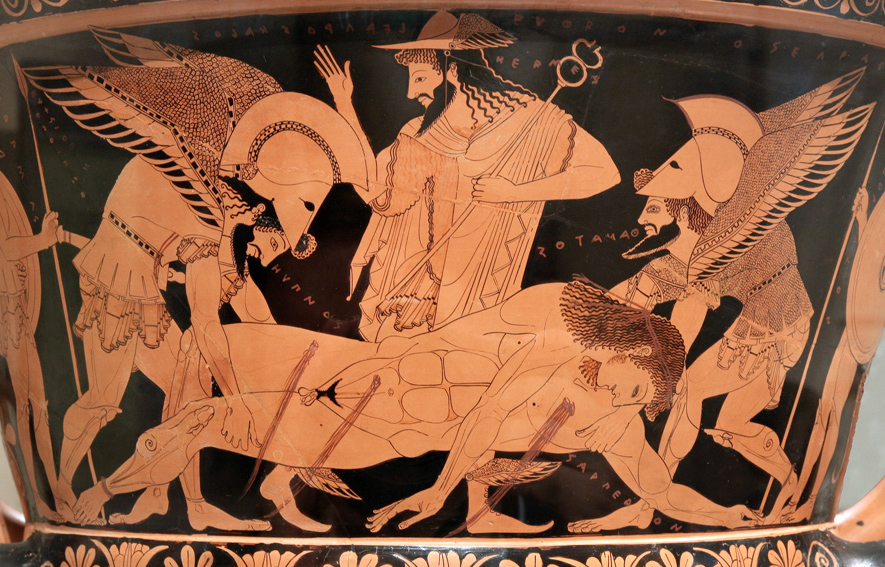
Hypnos et Thanatos emportent le corps de Sarpédon sous le regard d'Hermès. Cratère attique signé du peintre Euphronios (vers 515 av. J.-C.)

Euphronios est incontestablement un artiste majeur de l'époque et un remarquable dessinateur qui va pouvoir s'épanouir avec la technique plus fine et expressive de la céramique à figures rouges. Il a peint sûrement un grand nombre de pièces qui, pour la plupart, sont perdues. On remarque cependant sa prédilection pour les vases de grande taille, amphores et cratères. Il puise son inspiration autant dans des thèmes inspirés de la vie quotidienne, éphèbes à la palestre ou faisant leur toilette, que dans les sujets épiques et mythologiques comme les exploits d'Héraclès qu'il illustre de nombreuses fois.
Dans tous les cas, son style est reconnaissable à la virtuosité et à la précision du dessin. Il s'attache particulièrement à reproduire minutieusement les détails, notamment la précision de l'anatomie de ses personnages, le plus souvent représentés nus. Comme les artistes de la Renaissance, il est certain qu'il s'est livré à l'étude du corps humain, dont l'observation précise est chez lui une règle absolue. Il s'applique à représenter le maximum de muscles tendus, sertis par des lignes nettes et continues, faisant parfois penser à de véritables planches d'anatomie. Ce réalisme, tout en dessinant un ensemble de détails jusque dans la chevelure, donnent vie et expression aux corps et aux visages ; la composition est harmonieuse, évitant une symétrie trop rigoureuse ; les yeux sont encore figurés de face.

Il cherche à travailler la variété des angles de vue, la diversité des attitudes et la composition de scènes à multiples personnages sur une surface circulaire. Euphronios a délibérément cherché à peindre des attitudes qui posent des problèmes difficiles à résoudre, comme des corps en équilibre instable ou dans une position dissymétrique, vue de profil et parfois avec une torsion : la toilette des éphèbes sur le cratère en calice conservé au Staatliche Museen de Berlin en donne un excellent exemple. 

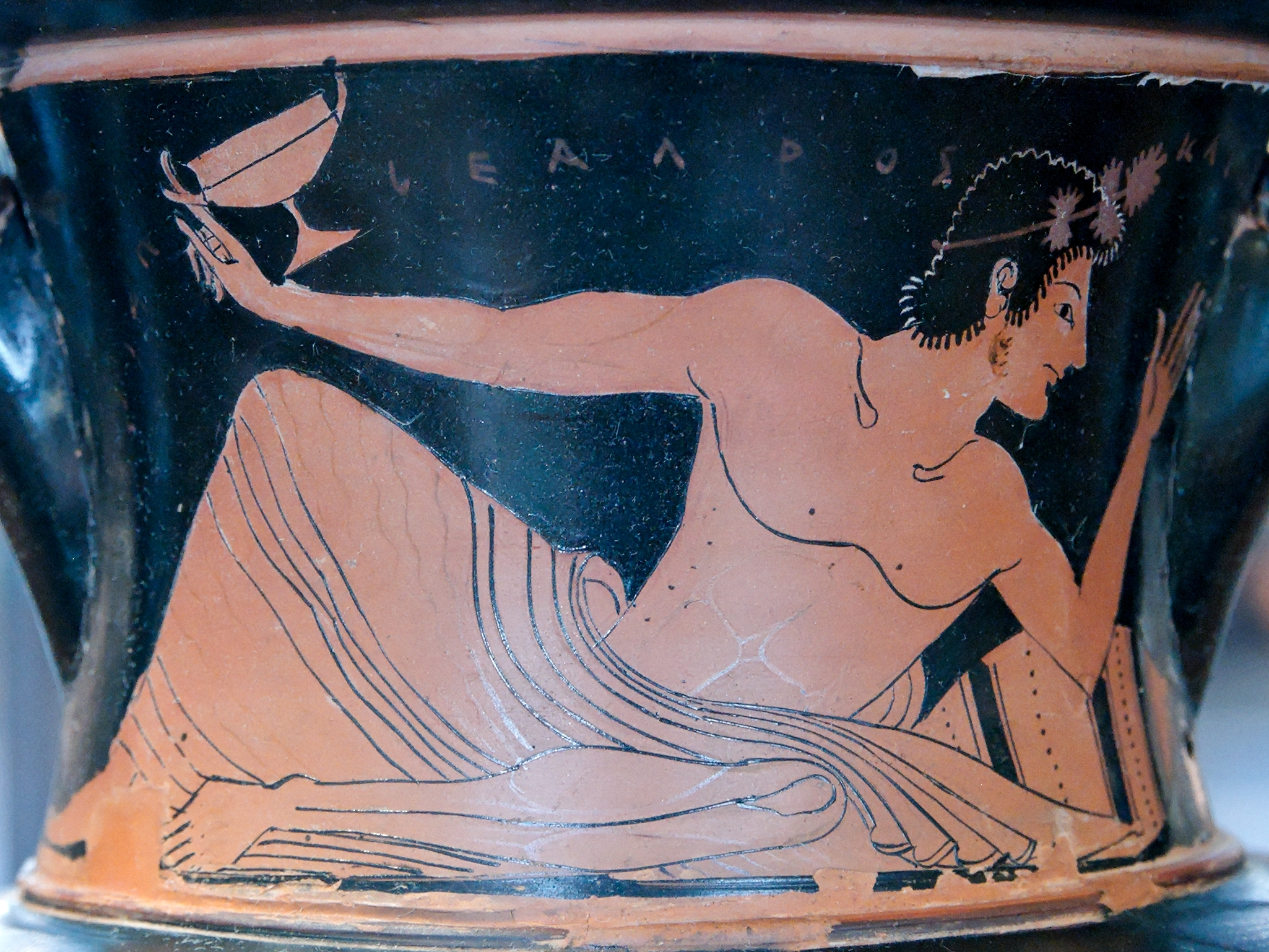
Cômaste banquetant. Col d'une amphore, Musée du Louvre.

 Il agrémente aussi ses compositions de mentions manuscrites, le nom des personnages représentés, réels ou mythologiques, et, sur de nombreux vases, une acclamation vante la beauté des éphèbes de son époque ; on le voit particulièrement sur le col d'une amphore conservée au Louvre où le peintre a représenté un certain Léagros, tué dans une bataille, et qualifié de καλός (kalos, « beau ») : bras et jambes y sont dessinés en raccourcis, combinés avec le mouvement de torsion du corps et l'étagement des plis du vêtement, et donnent un exemple des recherches savantes d'Euphronios. La coupe de Munich représentant Héraclès et Géryon offre un autre exemple de la maîtrise d'Euphronios : la scène pourtant compliquée et mouvementée s'adapte parfaitement à la forme légèrement convexe et si difficile des coupes plates. L'archéologue Jean Charbonneaux observe sur cette œuvre « un équilibre savant de masses et d'avancées comblant les vides qui se creusent nécessairement entre les figures ».

## Quelques œuvres célèbres d'Euphronios

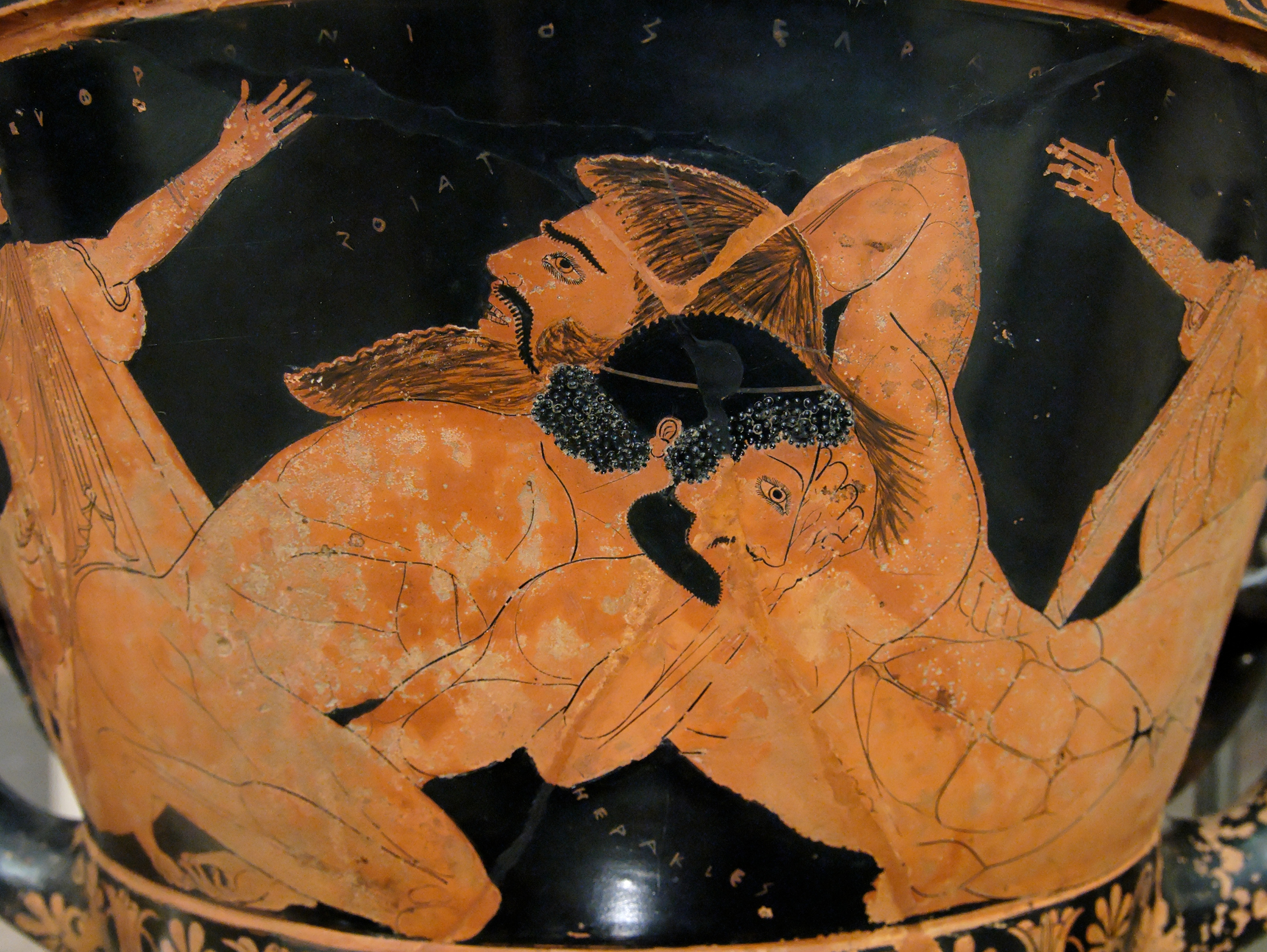
Héraclès et Antée. Anatomie précisée au trait correspondant aux prémices du style sévère, sculpture grecque archaïque finale, en Attique. Détail de cratère en calice à figures rouges, v. 515 AEC. Louvre.

- Le « cratère de Sarpédon » (illustration ci-dessus), cratère en calice anciennement au Metropolitan Museum of Art (Inv. 1972.11.10), représentant l'enlèvement du cadavre de Sarpédon par Hypnos et Thanatos ;
- Le « cratère d'Antée », cratère en calice du musée du Louvre (G 103) représentant la lutte d’Héraclès et d’Antée ;
- Le cratère de Berlin (Antikensammlung Berlin no 2180), scène d'éphèbes à la toilette ;
- La coupe du Staatliche Antikensammlungen de Munich (no 2620) , représentant les exploits d'Héraclès (contre Géryon notamment).

Le magazine télévisuel culturel Palettes a consacré une émission à Euphronios : Euphronios a peint. Cratère d'Héraclès et Antée (VIe siècle avant J.-C.) d'Alain Jaubert et Pascale Vimenet (1991) (30 min, 23/10/94 sur ARTE et 12/08/2000 (Histoire) (Édité en 1992) - Il s'agit d'une étude détaillée du cratère du musée du Louvre.